# Білка (зупинний пункт)
Бі́лка — пасажирський залізничний зупинний пункт Тернопільської дирекції Львівської залізниці.
Розташований у селі Велика Білка, Лановецький район Тернопільської області на лінії Тернопіль — Ланівці між станціями Збараж (26 км) та Ланівці (13 км).
Станом на травень 2019 року щодня дві пари дизель-потягів прямують за напрямком Ланівці — Тернопіль-Пасажирський.